# Euxoa cespitis
Euxoa cespitis là một loài bướm đêm trong họ Noctuidae.